# شرطانية

شعار نبالة شرطانية.

شرطانية أو سِرْدَانِيَة أو سيردانيا (باللاتينية: Ceretania)، (بالكتلانية:Cerdanya)، (بالفرنسية: Cerdagne)‏، (بالإسبانية: Cerdaña)‏ هي كوماركا طبيعية وتاريخية في جبال البرانس الشرقية مقسمة بين فرنسا وإسبانيا. تعد تاريخياً إحدى مقاطعات كاتالونيا.
تبلغ مساحة شرطانية نحو 1,086 كم2 مقسمة بالتساوي تقريباً بين إسبانيا (50.3٪) وفرنسا (49.7 ٪). بلغ تعداد سكانها في عام 2001 نحو 26500 نسمة منهم 53 ٪ يعيشون في الأراضي الإسبانية. تبلغ الكثافة السكانية 24 نسمة لكل كيلومتر مربع وهي واحدة من أدنى المعدلات في أوروبا الغربية. المنطقة الحضرية الوحيدة في شرطانية هي منطقة بيغسيردا بورغ مادام على الحدود والتي يقطنها 10,900 نسمة في عام 2001.
تمتع المنطقة بكمية عالية من أشعة الشمس سنوياً - حوالي 3000 ساعة في السنة. لهذا السبب، جرى بناء مشاريع طاقة رائدة تعتمد على الطاقة الشمسية في عدة مواقع في شرطانية الفرنسية، بما في ذلك فون روميو أوديو فيا ومحطة تيميس قرب تارغاسون وفرن مونت لويس الشمسي في مونت لويس.